# For the Roses

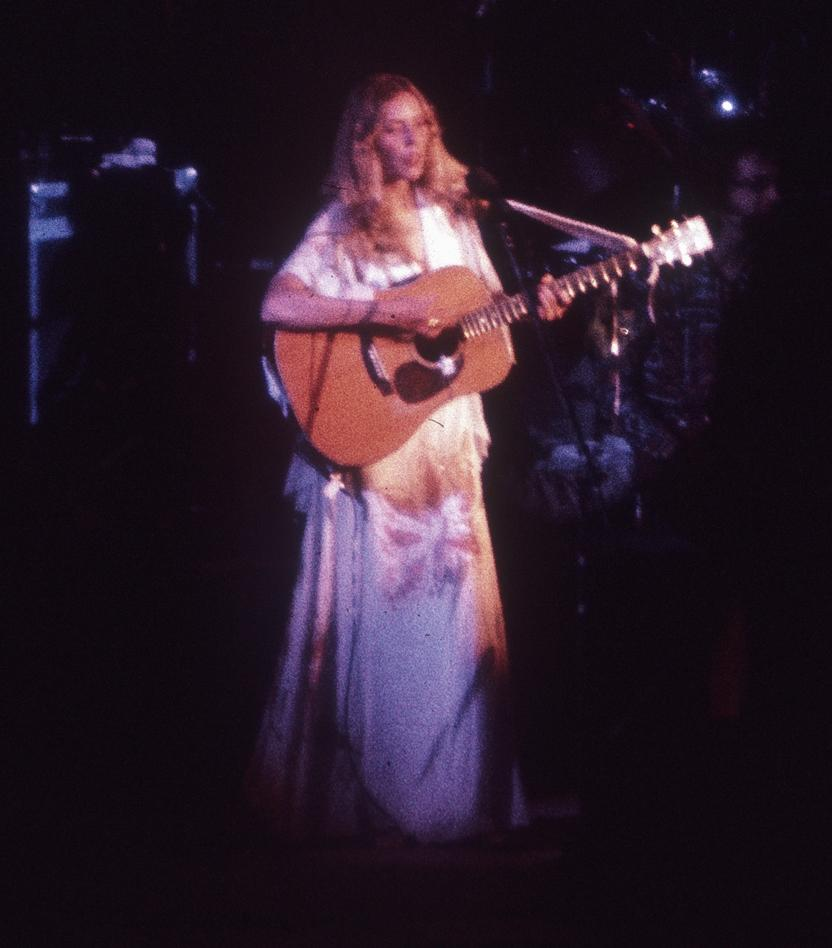
Joni Mitchell (1974)

For the Roses ist das fünfte Studioalbum von Joni Mitchell, das im November 1972 erschien. Es wurde 2007 von der Library of Congress als eine von 25 Aufnahmen für das National Recording Registry ausgewählt.
Bekannt ist die Hit-Single You Turn Me On, I’m a Radio, die Mitchell mit ironischen Unterton schrieb, als die Plattenfirma einen radiotauglichen Song verlangte. Cold Blue Steel and Sweet Fire  wurde ebenfalls als Single veröffentlicht.

## Hintergrund

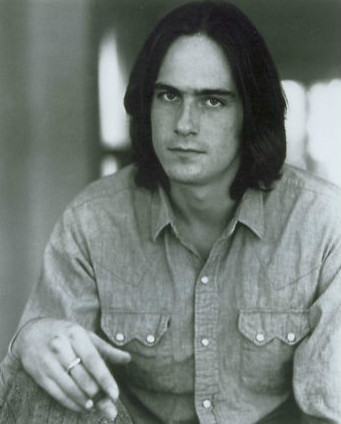
James Taylor, frühe 1970er Jahre

Einige der Songs wurden durch Mitchells Beziehung zu James Taylor in den Jahren 1970–1971 inspiriert. Trotz seiner Schwierigkeiten hatte Mitchell offenbar das Gefühl, in Taylor die Person gefunden zu haben, mit der sie sich zusammen sein wollte. Im März 1971 wurde er sehr bekannt, was zu Spannungen führte. Berichten zufolge war sie am Boden zerstört, als er die Beziehung beendete. Im November 1971 wurden Carly Simon und er ein Paar, das ein Jahr später heiratete.

## Lieder
- Banquet beschreibt einen metaphorischen Tisch, von dem „einige die Soße bekommen / Einige bekommen den Knorpel... und einige bekommen nichts / Obwohl es viel zu entbehren gibt“.

- Cold Blue Steel and Sweet Fire ist ein bedrohliches Porträt der Heroinsucht ihres damaligen Liebhabers James Taylor – und seiner Anziehungskraft, die süße Befreiung durch die Droge auf Kosten des kalten blauen Stahls seiner Gitarrensaiten zu finden.

- In Barangrill benutzt Mitchell die Jagd nach einem schwer fassbaren Restaurant am Straßenrand als Metapher für die Suche nach sich selbst, wobei sie die Reise genießt, aber immer ungeduldiger wird, ihr Ziel zu erreichen.

- In Lesson in Survival geht es um die Sehnsucht nach mehr Privatsphäre, ein Gefühl der Isolation, die Frustration der Unvereinbarkeit und die Liebe zur Natur.

- Let the Wind Carry Me kontrastiert Gedanken an ein stabileres, konventionelles Leben, die teilweise auf Mitchells eigener Jugend beruhen, mit dem Bedürfnis, mit nur minimalen Einschränkungen der Freiheit zu leben.

- Der Titelsong ist sowohl ein Selbstporträt als auch eine kühle Einschätzung der Frustration und Traurigkeit eines Liebhabers, der eine Berühmtheit wird und sich mit den Herausforderungen von Ruhm und Reichtum auseinandersetzt.

- Die zweite Seite beginnt mit See You Sometime, das sich mit flüchtigen Gefühlen, einschließlich Eifersucht und romantischer Konkurrenz, beschäftigt.

- Electricity preist die Einfachheit und Gelassenheit des ruhigen Landlebens im Gegensatz zu der Art und Weise, in der sich die Menschen in der modernen Gesellschaft unbewusst als Maschinen betrachten, und es wird angenommen, dass es durch ein bestimmtes Beziehungsdreieck motiviert ist, das sie zu dieser Zeit erlebte.

- Woman of Heart and Mind ist ein Porträt einer unvollkommenen Geliebten und der Komplexität einer emotionalen Beziehung.

- Judgment of the Moon and Stars ist von Beethoven inspiriert und trägt den Untertitel Ludwig's Tune. Der Text des Liedes scheint von Jonis Scheidung 1968 von Chuck Mitchell zu handeln, es enthält die Textzeile „Also darfst du die Bilder behalten“.

## Titelbild
Das Cover zeigt Mitchell in einem Wald. Ursprünglich sollte das Cover eine Zeichnung sein, deren Bilder sich auf ihre Gefühle gegenüber der Musikindustrie beziehen. Geffen Records entschied sich jedoch dagegen, da sie ihr Gesicht auf dem Cover haben wollten.

## Rezeption
For the Roses wurde von den Kritikern gelobt. Die New York Times schrieb 1973: „Jeder von Mitchells Songs auf For the Roses ist ein Juwel, das durch seinen eleganten Umgang mit der Sprache, seine pointierten Spritzer Ironie und seine perfekte Gestaltung von Bildern glänzt. Nie drückt Mitchell einen Gedanken oder ein Gefühl allgemein aus. Sie ist eine geniale Songschreiberin und Sängerin, die uns das Gefühl gibt, dass wir nicht allein sind.“ Stephen Davis lobte in einem Artikel für den Rolling Stone die Fähigkeit der Sängerin, eine Vielzahl von emotionalen Perspektiven zu erkunden, manchmal sogar in einem einzigen Song: „Ihr großer Charme und Witz, ihre intensiven stimmlichen Schauspiel- und Phrasierungsfähigkeiten (die Art und Weise, wie sie mit einem einzigen Wort umgeht, kann das Gefühl eines ganzen Liedes verändern) und die schiere Kraft und der Mumm ihrer Präsenz vereinen sich, um alles zum Vorschein zu bringen und glänzen zu lassen.“ Randall Davis von der Arcadia Tribune fand es schwierig zu analysieren, aber letztendlich „ein sehr schönes Album, angenehm anzuhören und, wie immer bei Joni, voll von sensiblen, bedeutungsvollen Texten, die vor einem Hintergrund von leichtem Rock mit folkigen Rhythmen stehen.“ In der Michigan Daily bezeichnete Mike Harper es als das Folk-Rock-Album des Jahres, „zutiefst persönlich und manchmal selbstverleugnend ernst“, und sagte: „Diesem Album fehlt die Unschuld von, sagen wir, Ladies of the Canyon, aber was es an weiblichem Herz und Weisheit gewinnt, ist unverkennbar größer: aufrichtig, aber darüber hinaus real, ist For the Roses im besten Sinne des Wortes emotional erfüllend.“
For the Roses wurde in Robert Christgaus Jahresendliste für Newsday zum siebtbesten Album des Jahres 1972 gekürt. In seiner Rezension für Creem sagte er, der Musik fehle die Lebendigkeit von All I Want auf Blue und die Insularität der Texte schmälere ihre Stimme, aber er betrachtete das Album schließlich als „bemerkenswertes Werk“ und die ästhetisch kühnste Platte des Jahres. „Mitchell hat die seltsamen Verschiebungen ihrer Stimme in eine fast 'klassisch' klingende Musik integriert“, schrieb Christgau und nannte sie „hypnotisch, wenn man ihr eine Chance gibt zu wirken.“ Es wurde auf Platz 148 in Colin Larkins All Time Top 1000 Albums (3rd Edition, 2000) gewählt.
Im Jahr 2007 nahm die Library of Congress das Album in ihr National Recording Registry auf. In einem begleitenden Essay schrieb Cary O’Dell, dass die Platte „Mitchells erster offener Ausflug in den Jazz war, ein Genre, das in den nächsten Jahren ihre Kunst dominieren sollte“.

## Titelliste
Alle Titel wurden von Joni Mitchell geschrieben.
Seite 1
1. Banquet" – 3:01
2. Cold Blue Steel and Sweet Fire – 4:17
3. Barangrill – 2:52
4. Lesson in Survival – 3:11
5. Let the Wind Carry Me – 3:56
6. For the Roses – 3:48

Seite 2
1. See You Sometime – 2:56
2. Electricity – 3:01
3. You Turn Me On, I’m a Radio – 2:39
4. Blonde in the Bleachers – 2:42
5. Woman of Heart and Mind – 2:38
6. Judgement of the Moon and Stars (Ludwig's Tune) – 5:19